# Анастас Динков
Анастас (Тасе) Михайлов Динков – Сребренски е български революционер, деец на Вътрешната македоно-одринска революционна организация и Върховния македоно-одрински комитет.

## Биография
Анастас Динков е роден в 1870 година в леринското село Сребрени, тогава в Османската империя, днес в Гърция. Посветен е във ВМОРО на 15 октомври 1901 година от районния войвода Марко Лерински. В 1902 година участва в екзекуцията на ренегата Ташко Костов-Гегата. През юни 1902 година при аферата, избухнала след обсадата на четата на Марко Лерински в Пътеле и смъртта на войводата, Динков става нелегален, а по-късно бяга в Свободна България и се установява във Варна. В 1903 година във Варна се присъединява към четата на Върховния комитет, начело с полковник Анастас Янков, която навлиза в Костурско. Участва в Илинденско-Преображенското въстание с четата на полковник Янков и се сражава в боя при село Пирин, сраженията при Белица и други.
След въстанието отново се оттегля във Варна. В 1904 година постъпва в четата на Върховния комитет, начело с Никола Лефтеров, и с нея действа в Малешевско. Там се оттеля от четата и минава в тази на Марко Шишков и с нея тръгва към Леринско. Четата обаче получава нареждане да се върне.
Участва в Първата световна война с 40-ата допълваща дружина.
На 18 март 1943 година, като жител на Варна, подава молба за българска народна пенсия, която е одобрена и пенсията е отпусната от Министерския съвет на Царство България.